# Phim Angry Birds 2
Phim Angry Birds 2 (tựa gốc tiếng Anh: The Angry Birds Movie 2) là một bộ phim hài hành động hoạt hình máy tính Phần Lan-Mỹ năm 2019 của đạo diễn Clay Kaytis và Fergal Reilly, do John Cohen và Catherine Winder sản xuất và Jon Vitti biên kịch. Dựa trên loạt trò chơi điện tử Angry Birds, phim có sự tham gia của Jason Sudeikis, Josh Gad, Danny McBride, Bill Hader, Maya Rudolph cùng Peter Dinklage.

## Nội dung
Ba năm sau khi Đảo Heo bị phá hủy, Red bảo vệ Đảo Chim khỏi lũ lợn, dẫn đầu bởi Vua Leonard Mudbeard, người đang trong một cuộc chiến chơi khăm chống lại lũ chim và đã xây dựng lại Đảo Heo. Một ngày nọ, một quả bóng băng khổng lồ từ Đảo Đại bàng gần đó ập xuống biển gần Đảo Heo, buộc những chú lợn phải tìm kiếm và đồng ý thỏa thuận ngừng bắn vĩnh viễn với những chú chim. Zeta, thủ lĩnh của Đảo Đại bàng, tức giận với môi trường xung quanh bị đóng băng và muốn chiếm hai hòn đảo bằng cách bắn những quả cầu băng từ một siêu vũ khí để buộc cư dân của họ phải sơ tán. Hai người bạn thân nhất của Red, Chuck và Bomb, khiến Red ngạc nhiên và đề nghị anh tham gia cùng họ trong một hoạt động hẹn hò tốc độ, nơi Red gặp Silver, em gái của Chuck, một sinh viên kỹ thuật, người cho rằng Red không hợp nhau. Trong khi đó, Zoe - con gái của Matilda, giáo viên quản lý cơn giận của Red, Chuck và Bomb và bạn cùng lớp Terence - đánh mất những quả trứng chứa các chị em chưa chào đời của mình khi chơi với bạn của cô, Vincent và Samantha, vì vậy họ cố gắng lấy lại những quả trứng trong quá trình chơi. bộ phim.
Leonard đến thăm Red và thuyết phục anh ta thành lập một liên minh. Họ chiêu mộ Chuck, Bomb, Silver, Mighty Eagle và trợ lý mới của Leonard là Courtney. Một cuộc họp bí mật trong hang động của Mighty Eagle bị gián đoạn khi một quả cầu băng từ siêu vũ khí của Zeta va vào Núi Đại bàng, khiến những con chim khác sống trên Đảo Chim phải báo động. Khi cả nhóm, hiện có sự tham gia của thợ tiện lợn Garry, đi đến Đảo Đại bàng bằng tàu ngầm, Red đảm bảo với những con chim khác rằng chúng không cần phải sơ tán. Khi đến đó, Mighty Eagle thú nhận rằng Zeta đã từng là vợ chưa cưới của anh nhưng anh đã bỏ rơi cô vì sự hèn nhát trước khi bay đi. Red nhất quyết chiến đấu một mình nhưng Silver quyết định đi theo anh ta. Họ xâm nhập căn cứ từ miệng vũ khí, chỉ để bị bắt và đóng băng thành đồ chơi nước bơm hơi. Zeta nói với họ kế hoạch của cô ấy là bắn những quả cầu băng chứa đầy dung nham vào cả hai hòn đảo và trình diễn khẩu pháo mới được nâng cấp của cô ấy. Red, hối hận vì đã không bảo lũ chim di tản, thừa nhận ước muốn được mọi người yêu mến của mình với Silver, người đã an ủi anh và giải thoát cho cả hai. Trong khi đó, các thành viên khác trong nhóm cải trang thành đại bàng và lấy thẻ chìa khóa để vào căn cứ, nơi họ đoàn tụ với Red và Silver.
Red nhường quyền lãnh đạo cho Silver, người lập kế hoạch phá hủy khẩu pháo khi nó bắt đầu nạp đạn trong mười phút cho cuộc tấn công thực sự vào cả hai hòn đảo. Red và Silver tự đặt mình vào trong một quả bóng băng và lăn nó xuống đường đạn xoắn ốc của khẩu đại bác của Zeta, trong khi Chuck và Bomb đánh lạc hướng lũ đại bàng và ba con lợn làm việc để cắt đường ray bằng cách với tới và kéo một công tắc để quả bóng bay ra và nghiền nát pháo. Kế hoạch thất bại và cả đội phải đối mặt với Zeta và những người bảo vệ của cô ấy, tạo cơ hội cho cô ấy khai hỏa vũ khí. Mighty Eagle đến và cố gắng hết sức để ngăn Zeta bằng cách xin lỗi cô ấy vì đã bỏ rơi cô ấy. Zeta gạt anh ta ra, tiết lộ tên thật của anh ta là Ethan và trợ lý của cô ấy là Debbie là con gái của họ. Trong khi Zeta bị phân tâm, Chuck buộc vũ khí bằng cách sử dụng phát minh mới của Silver, một sợi dây rất chắc có tên là Super-String, giúp bắt và giảm tốc các quả bóng dung nham sau khi Zeta bắn chúng. Khi sợi dây đứt, những con non, những con cuối cùng đã lấy lại được trứng của chúng, cùng với một số heo con đã tham gia cùng chúng trong hành trình trở về nhà, đi ngang qua Đảo Đại bàng và giúp nắm lấy sợi dây. Những quả bóng dung nham trượt trở lại khẩu pháo, phá hủy nó và căn cứ. Mọi người trốn thoát, và Mighty Eagle bảo vệ Debbie khỏi bị một tấm kim loại nghiền nát, chuộc lỗi với cô và Zeta.
Mighty Eagle và Zeta kết hôn trên Đảo Chim, với Red là nhân chứng chính và Debbie là cô gái bán hoa cùng những chú chim, lợn và đại bàng còn lại ăn mừng. Sau đó, Red ghi công Silver và toàn đội vì đã cứu quần đảo, và kết quả là anh ấy càng được yêu mến hơn vì sự trung thực và vị tha của anh ấy và bắt đầu một mối quan hệ. Trong khi đó, khi trứng của Zoe nở ra, những con non phát hiện ra rằng chúng đã vô tình đánh tráo trứng của mình với trứng của một con trăn sau khi chúng nhầm trứng của cô với trứng của chúng. Họ trả lại cho mẹ của họ, người đã cưu mang hai chị em mới chào đời. Tuy nhiên, ngay khi những con non lớn hơn rời mắt khỏi chúng, hai chị em trốn lên thuyền của boa constrictor, khiến chu kỳ lặp lại.